# 京王富士スバル高原別荘地

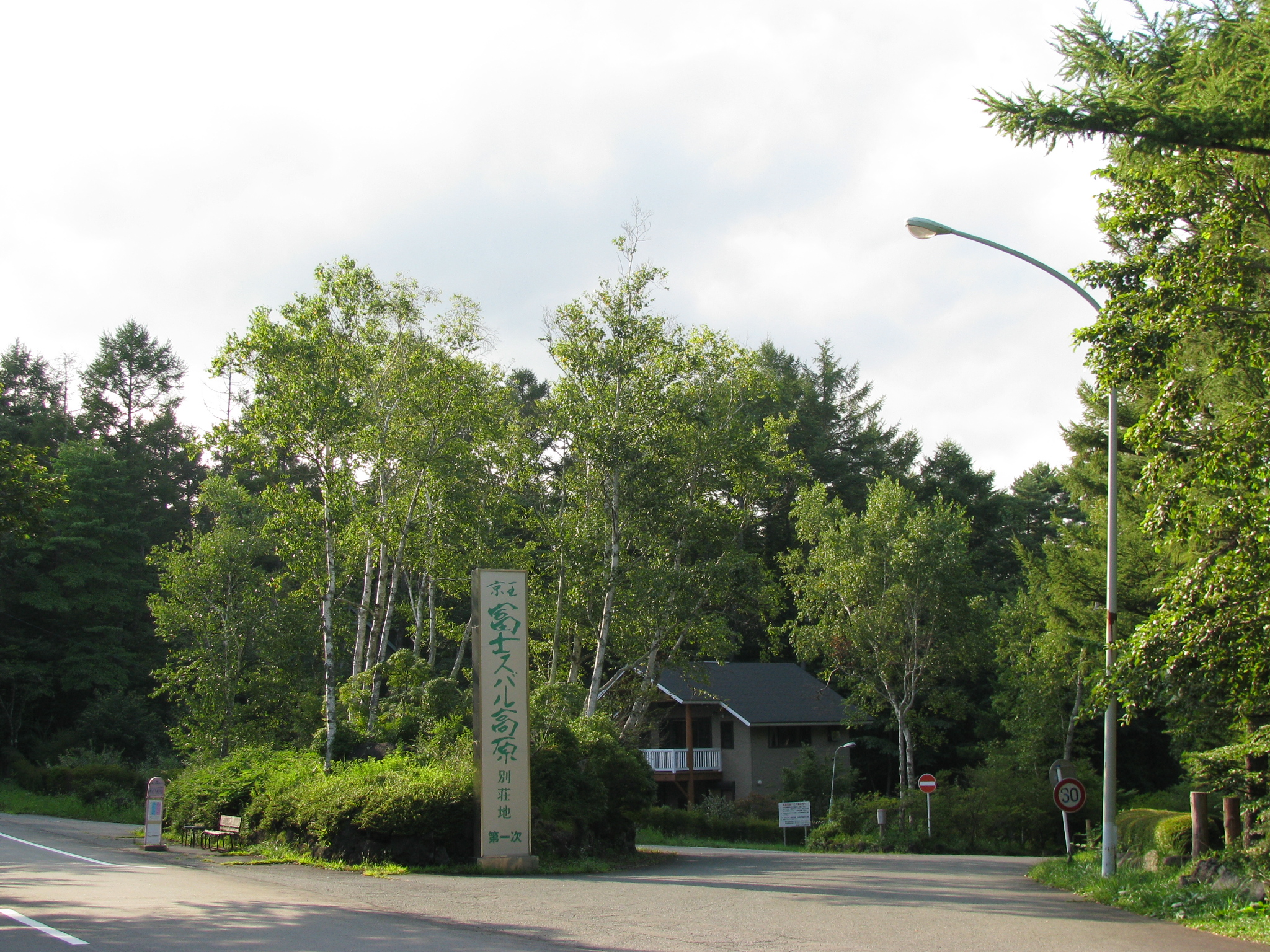
第一次分譲地 入口

京王富士スバル高原別荘地（けいおうふじスバルこうげんべっそうち）は、山梨県南都留郡鳴沢村の富士山麓、富士箱根伊豆国立公園地域にある分譲別荘地。第一次分譲地と第二次分譲地に分かれ、両地区は富士桜高原別荘地を挟んで直線で約 3 km ほど隔てられている。

## 歴史
京王帝都電鉄（現・京王電鉄）が入会地であった富士山麓の恩賜林の払い下げを受けて、1968年6月にこの地域で別荘地の開発を始める。当初、グループ会社の京王建設や京王ハウジング（現・京王不動産）が建築、販売などに積極的に関与した。
もともとこの地域は1960年から富士観光開発が「富士桜高原別荘地」の名称で別荘地の開発を行っていたが、当時はまだ同社の企業規模が限られており、単独での全体開発には負担が大きかったために、京王帝都電鉄および丸紅に一部地区の開発を委ねたと言われている。京王帝都電鉄は、1956年より新宿駅 - 河口湖・山中湖間に直通バスの季節運行を開始し、1963年には山中湖畔でキャンプ場と貸別荘の営業を開始するなど、かねてから富士五湖地域での観光開発に取り組んでいた。また当時沿線の大規模宅地開発や京王プラザホテルの建設など不動産事業への積極経営を行っており、本別荘地の開発もこの時期に重なる。
同地域内にある京王富士スバル高原別荘地第一次および第二次、丸紅富士桜別荘地以外の別荘地開発については、以後富士観光開発が単独で進めており、現在も富士桜高原別荘地として新規分譲販売が行われている。同地域には複数のゴルフ場も造成され、分譲地の名称は開発主体と時期によって分かれているが、一体的に富士五湖地域最大の別荘地を形成している。

## 第一次分譲地

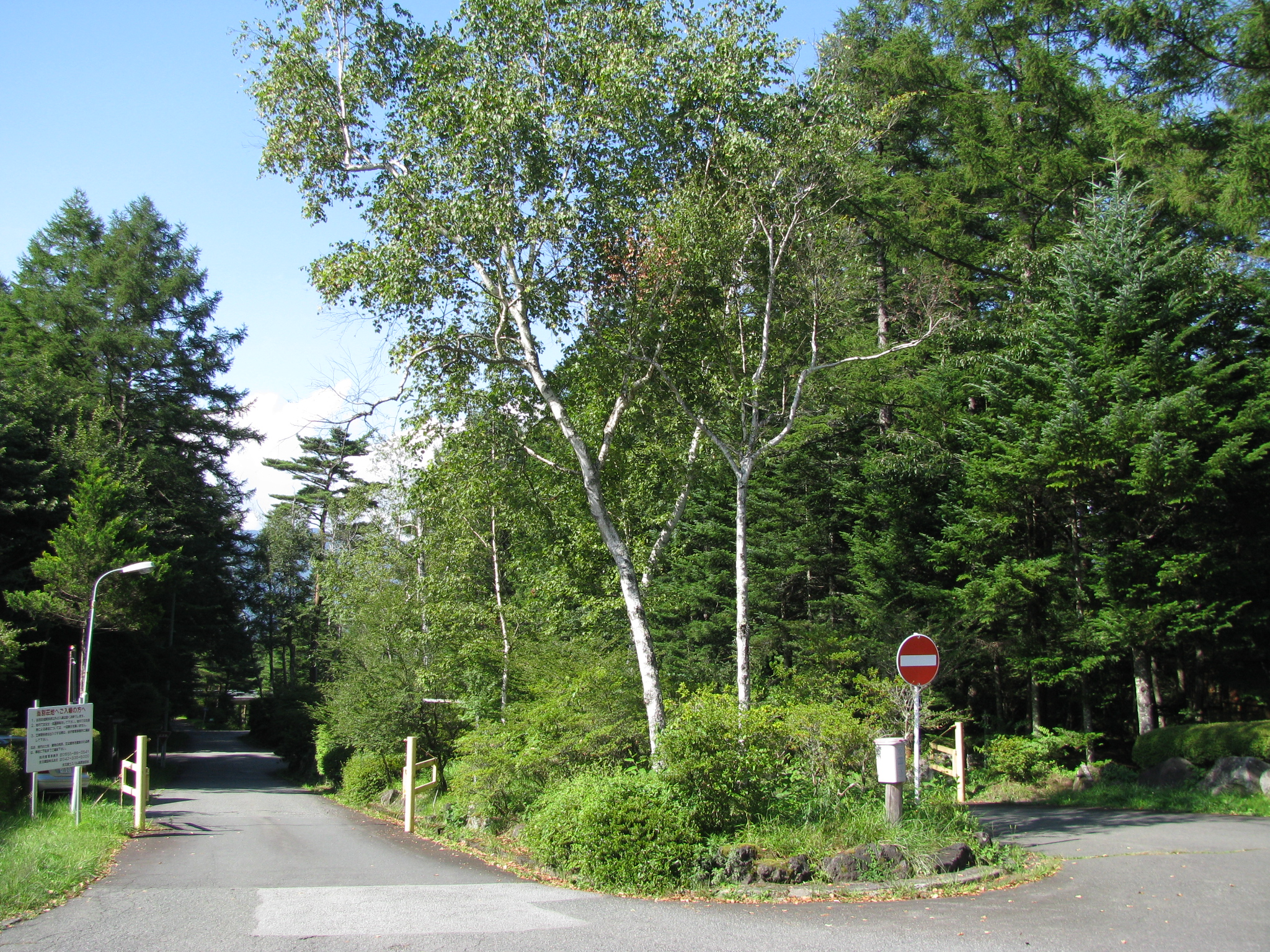
第一次分譲地 入口ゲート

住所: 山梨県南都留郡鳴沢村字富士山10443番地

総面積: 495,868m2（150,000坪） 総区画数: 547区画

1969年7月6日に分譲が開始された。
地域内では初期に開発された分譲地のために別荘地域の入口付近に所在し、比較的標高も低い（1,050～1,100 m）。このため冬季の積雪量も比例して少ないと言われている。分譲地内は約 600 m の奥行きに対して 50 m ほどの緩やかな標高差があり、入口から奥に行くほど標高が低い。この分譲地は中央に大きな共有緑地を有し、最初の開発から約50年が経過しているために木々が成長して森林化している所も多かったが、2020年に森林再生事業により老木の伐採と植林が実施された。またこのような地形のために地区内道路は複雑に形成されている。分譲地の出入口にはカード開閉式車両ゲートと防犯カメラが設置されており、入場カードを持たない部外者は地区内道路に自動車で入れないようなセキュリティ対策が講じられている。第一次分譲地所有者専用のテニスコートがある。
管理は第一次分譲地単体で団地管理組合法人が設立されており、管理業務は穴吹ハウジングサービスならびにアサヒ総合サービスに委託されている。複数の専任管理人が常駐して巡回と管理を行っている。

## 第二次分譲地
住所: 山梨県南都留郡鳴沢村字富士山10442番地

総面積: 494,019m2（149,440坪） 総区画数: 669区画
別荘地域の比較的奥の方に所在し、標高は地域の各分譲地の中では中間（1,120 m 前後）に位置する。
分譲地入口にはカード開閉式車両ゲートが設けられている。
管理は第二次分譲地単体で団地管理組合法人が設立されており、一部の業務は東急コミュニティーに委託されている。

## 交通アクセス
- 第一次分譲地 - 富士急行線河口湖駅より 8 km 。中央自動車道河口湖インターチェンジより 7 km 。
- 第二次分譲地 - 富士急行線河口湖駅より 12 km 。中央自動車道河口湖インターチェンジより 11 km 。

別荘地へのシャトルバス：　河口湖駅前正面にある富士観光開発本社の裏手の駐車場から、河口湖ショッピングセンター・ベル、山梨赤十字病院、富士スバルランド ドギーパークを経由して、京王一次地区、丸紅地区、富士桜高原各地区、京王二次地区の各別荘地を周回して河口湖駅前に戻る無料シャトルバス「富士桜高原バス」が、毎日４便、通年で運行されている。またうち1便は大月駅まで運行されている。

## 地域インフラ
第一次分譲地、第二次分譲地共に、上水道はそれぞれの管理組合が管理している。同上水道の水源は全量が地下水（富士山麓のバナジウムを含有する伏流水）より取得されている。
下水道は敷設がなく、各戸において合併浄化槽の設置が必要である。
ガスに関しては都市ガスの供給区域外となっているため、個別にプロパンガスを設置する。
同地域は光ファイバーケーブルが敷設されているため、NTTの光通信サービスおよび北富士有線テレビ放送によるケーブルテレビへの加入が可能である。